# Atlanta Dream 2011
La stagione 2011 delle Atlanta Dream fu la 4ª nella WNBA per la franchigia.
Le Atlanta Dream arrivarono terze nella Eastern Conference con un record di 20-14. Nei play-off vinsero la semifinale di conference con le Connecticut Sun (2-0), la finale di conference con le Indiana Fever (2-1), perdendo poi la finale WNBA con le Minnesota Lynx (3-0).

## Roster
| N° | Naz.                   | Ruolo | Sportivo         | Anno | Alt. | Peso |
| -- | ---------------------- | ----- | ---------------- | ---- | ---- | ---- |
| 3  | Stati Uniti (bandiera) | C     | Courtney Paris   | 1987 | 193  | 113  |
| 5  | Stati Uniti (bandiera) | G     | Shalee Lehning   | 1986 | 175  | 67   |
| 8  | Brasile (bandiera)     | GA    | Iziane           | 1982 | 183  | 64   |
| 9  | Stati Uniti (bandiera) | G     | Coco Miller      | 1978 | 175  | 64   |
| 10 | Stati Uniti (bandiera) | G     | Lindsey Harding  | 1984 | 173  | 63   |
| 12 | Stati Uniti (bandiera) | GA    | Kelly Mazzante   | 1982 | 183  | 70   |
| 14 | Brasile (bandiera)     | AC    | Érika            | 1982 | 196  | 86   |
| 20 | Spagna (bandiera)      | A     | Sancho Lyttle    | 1983 | 193  | 65   |
| 22 | Stati Uniti (bandiera) | GA    | Armintie Price   | 1985 | 175  | 60   |
| 24 | Stati Uniti (bandiera) | A     | Sandora Irvin    | 1982 | 191  | 84   |
| 33 | Stati Uniti (bandiera) | C     | Alison Bales     | 1985 | 201  | 99   |
| 35 | Stati Uniti (bandiera) | A     | Angel McCoughtry | 1986 | 185  | 73   |

## Staff tecnico
- Allenatore: Marynell Meadors
- Vice-allenatori: Sue Panek, Carol Ross, Fred Williams
- Preparatore atletico: Kim Moseley